# Piet de Visser (voetbaltrainer)
Piet de Visser (Groot-Abeele, 23 september 1934) is een Nederlands voetbalscout en voormalig voetbaltrainer. 

## Trainerscarrière

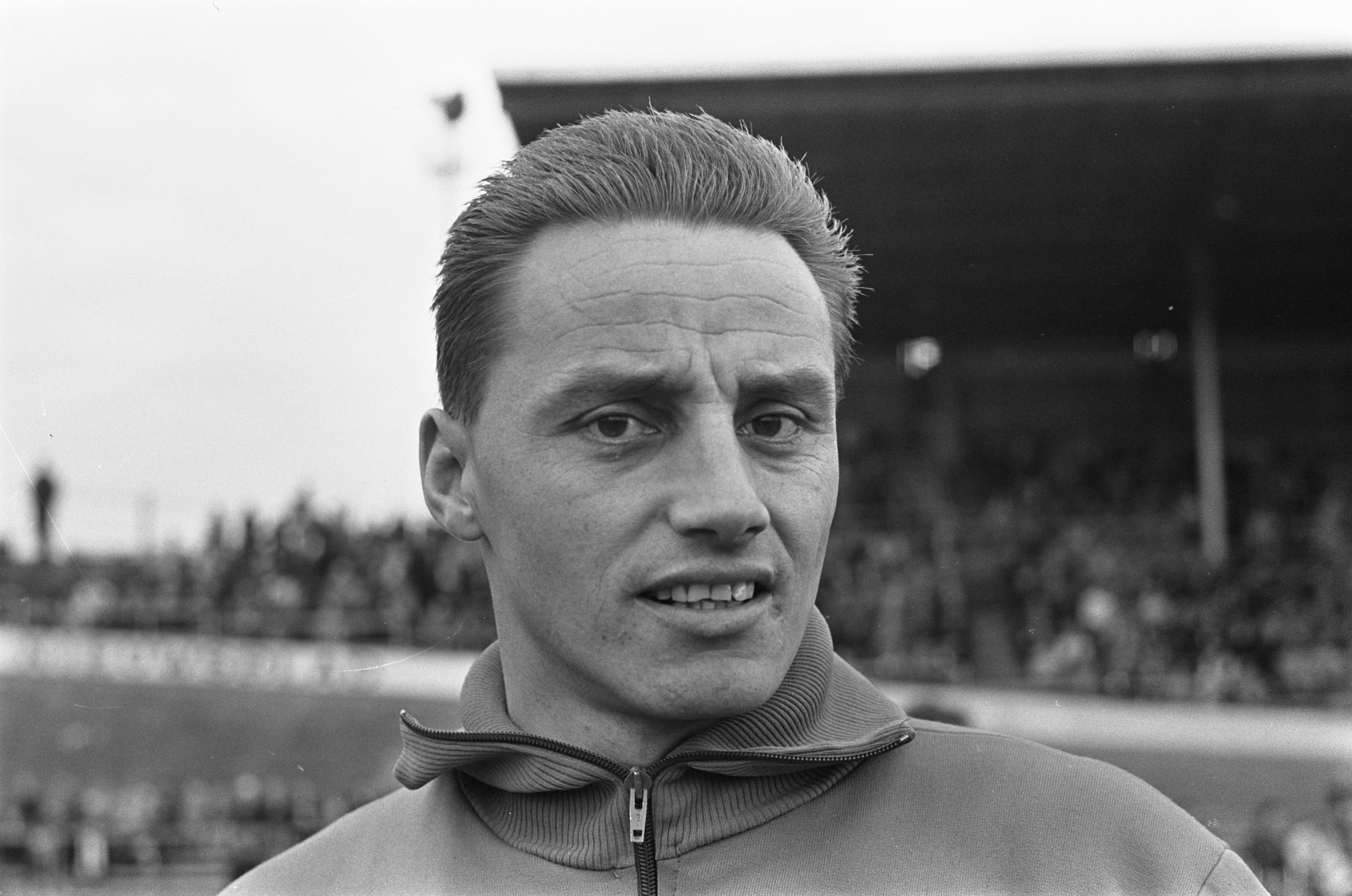
Piet de Visser als trainer van Telstar (1966).

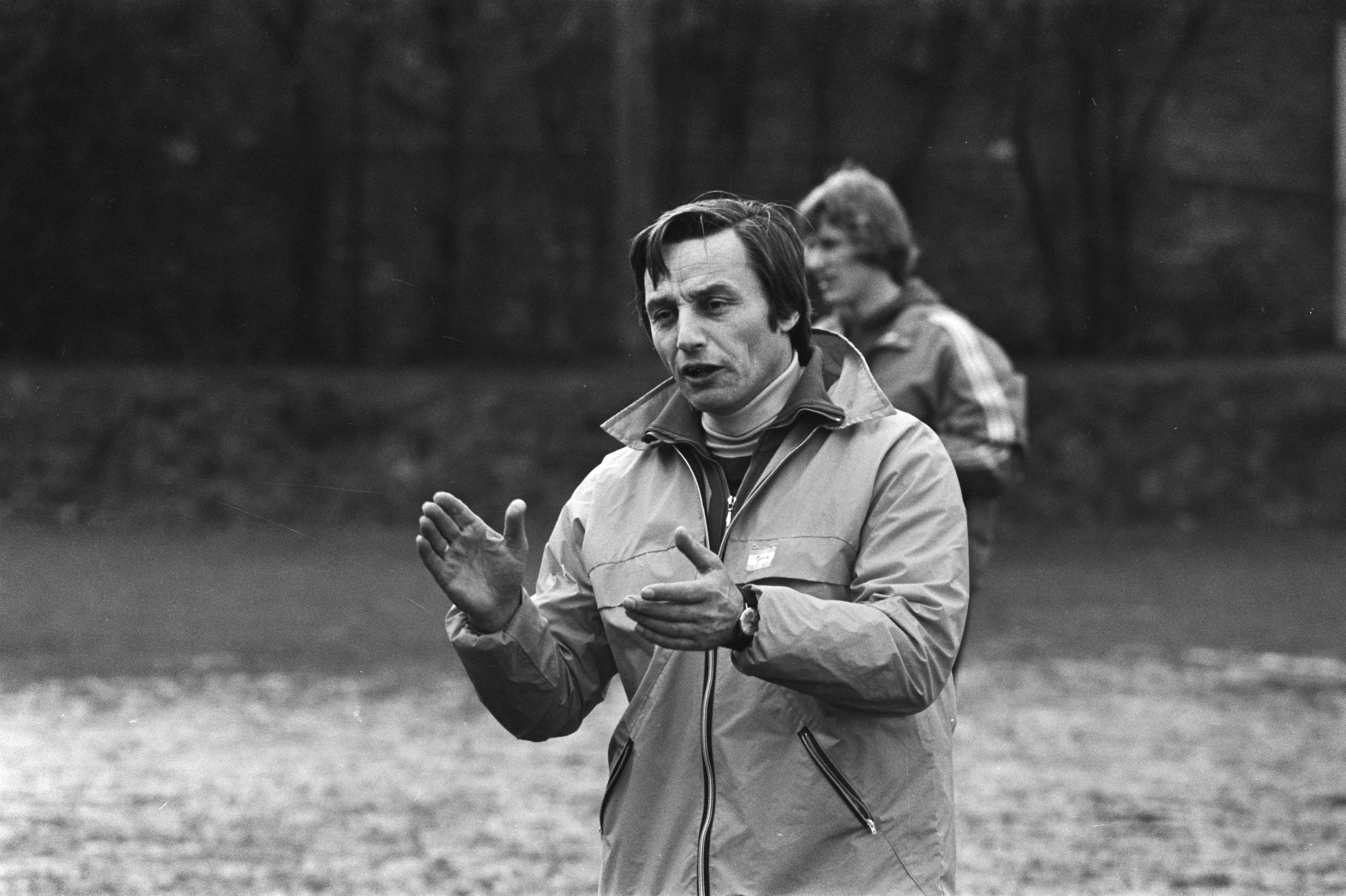
Piet de Visser als coach van RWDM (1977). Training, voorafgaand aan het duel Feyenoord-RWDM (2 maart 1977, 0-0).

De Visser werd geboren in de buurtschap Groot-Abeele in de gemeente Oost-Souburg en groeide op in Vlissingen. Hij kwam als voetballer uit voor De Zeeuwen, RCH en Zeeland Sport. Op zijn zeventiende ging hij naar het CIOS in Overveen en werkte vervolgens als sportinstructeur in Hellevoetsluis. Na zijn dienstplicht keerde hij terug naar het CIOS en werd judo-instructeur. Via scheidsrechter Leo Horn, een judo-leerling van hem, kwam hij op 23-jarige leeftijd bij Sparta Rotterdam waar hij aan de slag ging als jeugdtrainer. In 1960 werd hij assistent bij het eerste team onder Denis Neville en was dat ook onder diens opvolger Bill Thompson. Midden jaren 60 werd De Visser hoofdcoach van D.F.C.. Met die semiprofclub werd hij in 1966 kampioen in afdeling B van de tweede divisie.
Nadien stapte hij over naar eredivisionist Telstar, dat net jeugdtalent Ruud Geels naar Feyenoord had zien vertrekken. De Visser kende geen succesvol begin bij de club uit Velsen-IJmuiden. In 1967 ontsnapte Telstar ternauwernood aan de degradatie. Nadien loodste De Visser het team naar de middenmoot. Na drie seizoenen keerde hij terug naar zijn vorige werkgever, die inmiddels naar de eerste divisie was gestegen.
In 1971 verliet hij D.F.C. een tweede keer. De Visser belandde bij reeksgenoot De Graafschap, waar hij spelers als Guus Hiddink, Gerrie Deijkers, Martin Haar en Oeki Hoekema onder zijn hoede kreeg. Onder leiding van De Visser promoveerde de club in 1973 voor het eerst naar de eredivisie.
Na drie succesvolle jaren ruilde hij De Graafschap in voor N.E.C., dat net naar de eerste divisie was gezakt. Met spelers als Janusz Kowalik en Jan Peters knokte N.E.C. zich meteen terug naar de hoogste afdeling. De club uit Nijmegen werd in het seizoen 1974/75 kampioen in de eerste divisie. Het eerste seizoen na de promotie, 1975/76, werd N.E.C. zevende in de competitie. Nadien zakte het team opnieuw weg, maar Piet de Visser was toen al elders werkzaam.
Half 1976 verhuisde de Nederlander voor het eerst naar het buitenland. De Visser volgde trainer Felix Week op bij het Belgische RWDM dat een jaar eerder kampioen was geworden. Bij de Brusselse club werkte De Visser samen met onder meer Johan Boskamp, Nico de Bree, Willy Wellens, Morten Olsen en Kresten Bjerre. Onder zijn leiding werd de club vierde in de competitie en bereikte het de halve finale van de UEFA Cup in het seizoen 1976/77. RWDM schakelde onderweg onder meer FC Schalke 04 en Feyenoord uit, maar moest in de halve finale zijn meerdere erkennen in het Spaanse Athletic Bilbao. Bijna halverwege het seizoen 1977/78, in november 1977, na een zware nederlaag in de topper tegen Club Brugge, werd De Visser ontslagen.
Hij keerde terug naar Nederland en werd in 1978 coach van FC Den Haag. In zijn eerste seizoen 1978/79 eindigden de Hagenaars, die in die dagen konden rekenen op Hans Galjé, Lex Schoenmaker, Henk van Leeuwen en Jos Jonker, maar Romeo Zondervan halverwege het seizoen, in januari 1979 zagen vertrekken naar FC Twente, op de zevende plaats. Ook het tweede seizoen 1979/80 eindigde FC Den Haag in de middenmoot, nu op de tiende plaats. FC Den Haag was in het voorjaar van 1980 een bekerstunt nabij in de kwartfinales tegen PSV, dat in 1979/80 als derde eindigde in de eredivisie. Thuis won FC Den Haag verrassend met 3-1. PSV-verdediger Huub Stevens reageerde zijn kwaadheid over het resultaat af door de deur van een kleedkamer in het stadion van FC Den Haag in te trappen. Het returnduel in Eindhoven verloor FC Den Haag echter met 3-0. In de Eredivisie versloeg FC Den Haag, thuis in Den Haag, de nummers 2 en 1, AZ en Ajax, beiden met 1-0. Na twee jaar Den Haag ging De Visser aan de slag bij Roda JC, dat hij na drie seizoenen opnieuw deed aansluiten bij de Nederlandse subtop. In 1983 verkaste hij naar AZ. AZ, dat na de leegloop half 1982, uit de gloriejaren 1976/77-1981/82 waarin de club altijd bij de eerste vier in de eredivisie eindigde alleen nog Peter Arntz, Pier Tol en Ricky Talan tot de beschikking had, had in 1982/83 een matig seizoen achter de rug (elfde plaats). De Visser werkte AZ in 1983/84 meteen op naar een zesde plaats. Toen de club het volgende seizoen 1984/85 wegzakte naar de dertiende plaats onderaan in de middenmoot, mocht De Visser opkrassen.
Voor de rest van de jaren 80 was De Visser actief bij Willem II. De club was in 1984 naar de eerste divisie gedegradeerd en hoopte met De Visser terug te keren naar de Eredivisie. In zijn eerste seizoen eindigde de club als vijfde, een jaar later werd Willem II vicekampioen. De Tricolores mochten daardoor terug naar de hoogste afdeling. Het eerste seizoen na de promotie wist Willem II meteen te stunten. Onder leiding van De Visser werd de club vierde in de competitie en greep het in de nacompetitie net naast Europees voetbal. In 1990 gaf De Visser de fakkel door aan zijn assistent en protegé Adrie Koster. Toen die in de zomer van 1991 naar Roda JC verkaste, werd De Visser opnieuw zelf hoofdcoach van de Tricolores. In oktober 1991 werd hij, ondanks een 'contract voor het leven' op staande voet ontslagen vanwege een verschil van inzicht en werd hij opgevolgd door Jan Reker. Van november 1991 tot maart 1992 was De Visser als technisch adviseur verbonden aan VCV Zeeland.
In 1992 werd De Visser trainer van NAC, waar hij een contract voor twee seizoenen ondertekende, maar daar moest hij in oktober van dat jaar afhaken wegens hartklachten. De inmiddels 58-jarige De Visser zette in december 1992 een punt achter zijn trainerscarrière.

## Scout
Nadat hij moest stoppen als trainer ging De Visser bij NAC verder als hoofd scouting. In februari 1994 werd De Visser technisch adviseur bij RBC. De Visser bezocht in maart 1994 op verzoek van de Guineese voetbalbond als adviseur het trainingskamp van het Guinees voetbalelftal voor het Afrikaans kampioenschap voetbal 1994. Daar werd de bondscoach weggepromoveerd tot technisch directeur en werd per direct de Visser aangesteld als bondscoach van Guinee. Met De Visser als bondscoach verloor Guinee beide poulewedstrijden en eindigde als laatste in de poule. Hij vervolgde hierna zijn werkzaamheden bij RBC. 
In de herfst van 1994 ging De Visser voor Feyenoord, waar RBC dat jaar een samenwerkingsverband mee aangegaan was, samen met de hoofdscout van Feyenoord Frans Bouwmeester naar Brazilië om spelers te scouten. Dit leidde tot het contracteren van Gláucio en een poging daartoe van Hugo (die later bij FC Groningen kwam). Het vervolgens naar Nederland halen van de zeer jeugdige Leonardo, Anselmo (beiden zaten al in de documentaire Solo, de wet van de favela (1994) van Jos de Putter) en Bruno leidde vervolgens tot ophef en de jongens gingen na twee weken weer terug naar Brazilië. Ook de rol van scout De Visser werd bekritiseerd en hij werd op de vingers getikt door Feyenoord-voorzitter Jorien van den Herik. Tot zijn grote ergernis kreeg De Visser rond deze affaire de reputatie "een kinderlokker" te zijn.
Medio 1995 werd De Visser als parttime scout binnengehaald bij PSV. De oud-voetbalcoach werd hoofd van de scoutingafdeling en was verantwoordelijk voor het ontdekken van onder meer Heurelho Gomes, Leandro, Alex, Reimond Manco, Godwin Attram, Johann Vogel, Eric Addo en Mateja Kežman. In 2008 stapte hij op na een vertrouwensbreuk met toenmalig PSV-directeur Jan Reker.
In 2005 werd De Visser als scout en adviseur in dienst genomen bij de Engelse topclub Chelsea, waar twee jaar eerder Roman Abramovitsj voorzitter was geworden. De Visser werd een vertrouwenspersoon van Abramovitsj. Met het vertrek van Abramovitsj bij Chelsea naar aanleiding van de Russische invasie van Oekraïne in 2022 eindigde ook zijn dienstverband bij de club.
De Visser kreeg in 2005 voor zijn volledige carrière de Rinus Michels-oeuvreprijs.

## Privéleven
De Visser heeft vijf overbruggingsoperaties achter de rug en heeft in het verleden tumoren laten verwijderen uit zijn maag, slokdarm en lies.

## Boeken
In 2015 kwam het boek van sportjournalist  Willem Vissers uit: "Piet de Visser, voetbal als medicijn".
In 2016 kwam zijn boek "Meesterscout, de mooiste ontdekking van Piet de Visser" uit. Bert Nederlof schreef dat boek. In dat boek haalt de Meesterscout uit naar de "gierige" Jan Reker. Hij koketteert met al zijn ontdekkingen.

## Erelijst

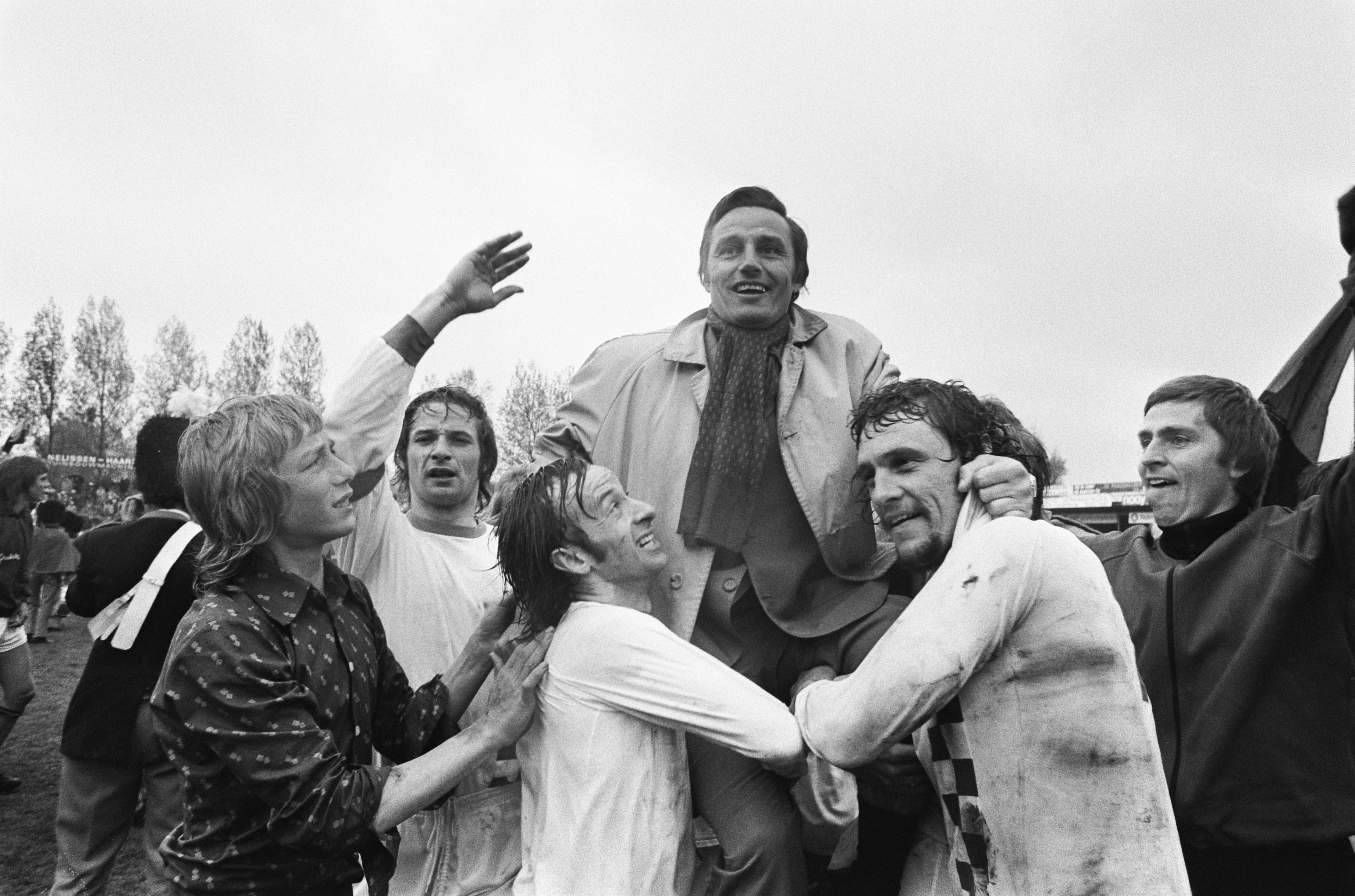
Piet de Visser wordt op handen gedragen door de spelers van N.E.C. (1975).

D.F.C.
Kampioen in tweede divisie B: 1965
De Graafschap
Winnaar nacompetitie eerste divisie: 1973
N.E.C.
Kampioen eerste divisie: 1975
RWDM
Halve finale UEFA Cup: 1977
Willem II
Vicekampioen eerste divisie: 1987
Individueel
Rinus Michels Award: 2005 (oeuvreprijs)
De Visser kreeg deze prijs uitgereikt uit handen van Kees Rijvers die de prijs in 2004 won.